# Szkandela

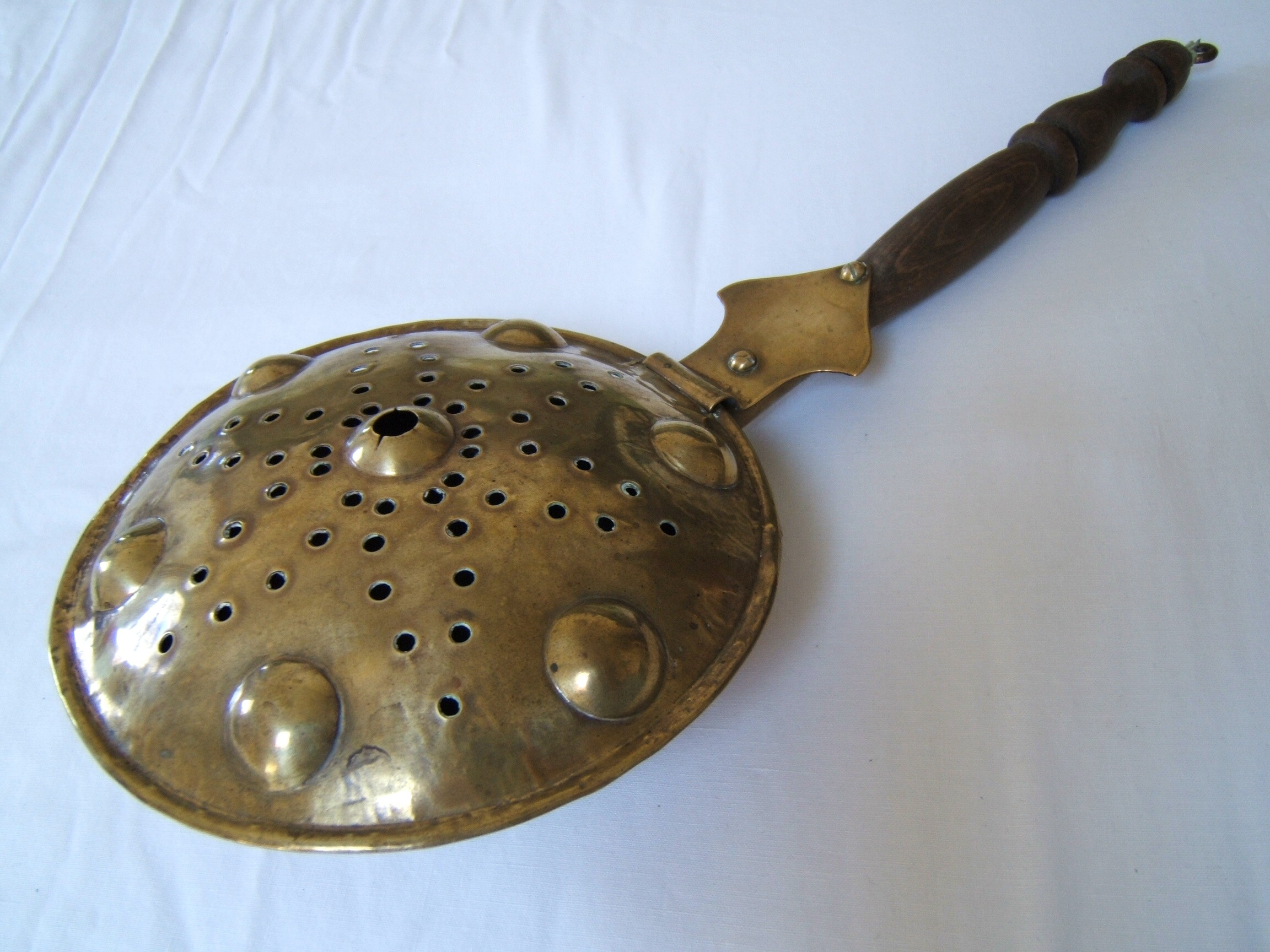
Szkandela – widok od góry

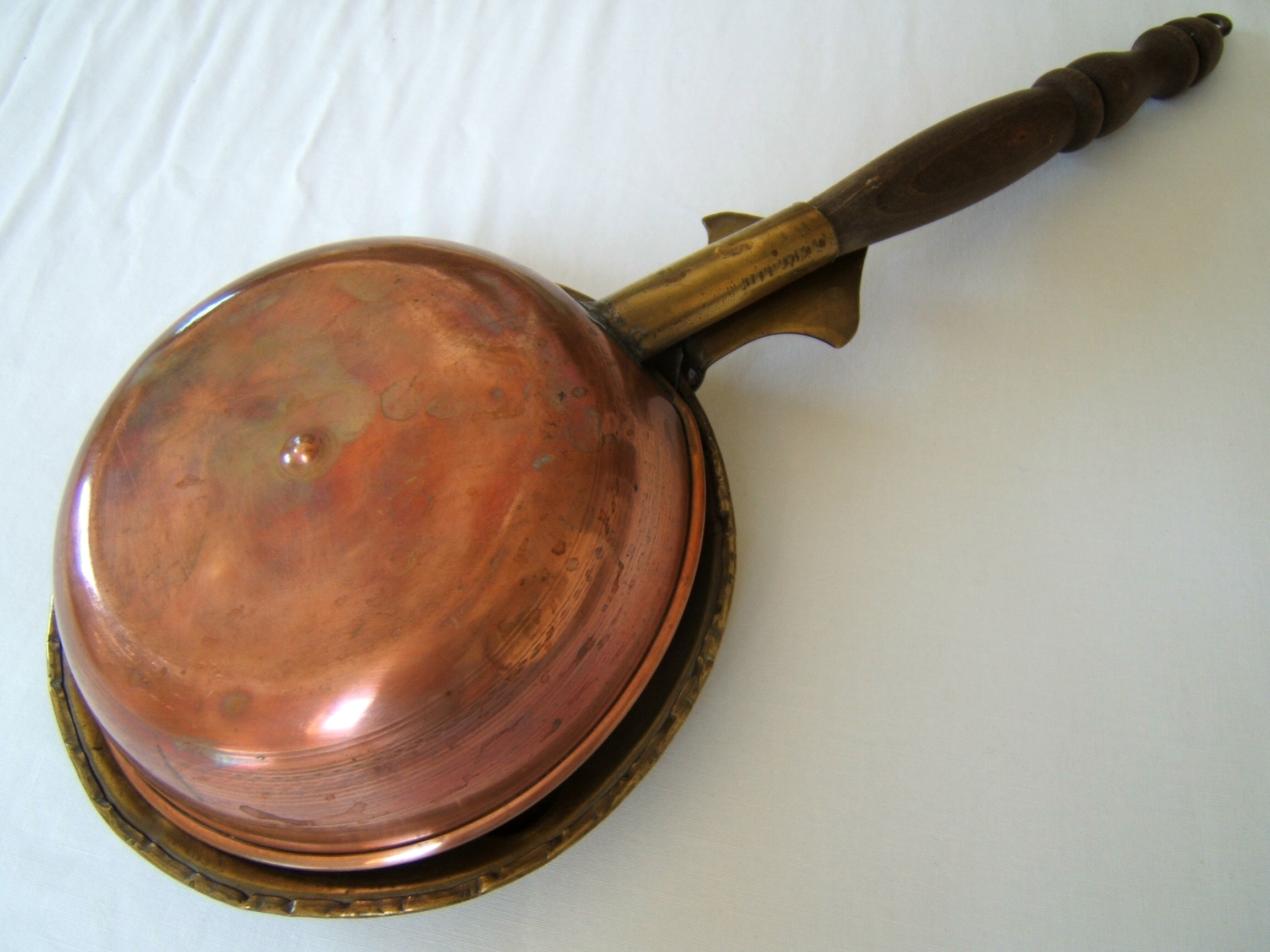
Szkandela – widok od spodu

Szkandela – podgrzewacz pościeli w kształcie płaskiego naczynia podobnego do patelni z pokrywą na długiej rękojeści.

## Historia
Szkandele pojawiły się w XVI wieku. Naczynia te wykonane były z cyny lub mosiądzu, czasem ze srebra, bogato zdobione np. grawerunkiem. Po napełnieniu gorącą wodą, żarzącymi się węglami lub gorącym piaskiem wsuwano je pod kołdrę lub pierzynę. Ogrzewacze na węgiel były wyposażone w otwory, które umożliwiały dłuższe wydobywanie się ciepła.
Naczynia na wrzątek wykonywano z różnych metali, kamionki, porcelany.
 
Następcą szkandeli stały się w XX wieku gumowe termofory.